# August Lausberg
Johan August (August) Lausberg (Delft, 23 februari 1884 – aldaar, 31 juli 1981) was een Nederlands verzetsstrijder, glasblazer en sociaaldemocraat.
August Lausberg was de zoon van Matthias Lausberg en Anna Maria Wiertz. Lausberg was actief in de lokale politiek in Delft. Tussen 1919 en 1956 was hij afdelingsvoorzitter van de SDAP, gemeenteraadslid en wethouder. Voor de oorlog was hij lid van de SDAP, na 1946 van de Partij van de Arbeid.
Tijdens de Tweede Wereldoorlog was Lausberg actief in het verzet en de illegale pers. In 1945 was Lausberg medewerker van de krant Paraat, waar hij samenwerkte met Chr. Kiesling, Martinus Gerardus Warffemius, T. van der Windt en Joh Mulder van de firma Weltman.
In 1947 werd August Lausberg benoemd tot Officier in de Orde van Oranje-Nassau en tien jaar later ontving hij de gouden erepenning van de gemeente Delft.
August Lausberg stierf op 31 juli 1981 en werd 97 jaar oud.
Er werd in 1988 een straat in Delft naar hem genoemd: Lausbergstraat